# Beana
Beana is een geslacht van vlinders van de familie visstaartjes (Nolidae), uit de onderfamilie Chloephorinae.

## Soorten
- B. inconspicua Bethune-Baker, 1906
- B. nitida Tams, 1924
- B. opala Pagenstecher, 1900
- B. terminigera Walker, 1858
- B. umbrina Hampson, 1918